# Gardenie (Roms tunnelbana)
Gardenie är en station på Roms tunnelbanas Linea C. Stationen är belägen vid Piazzale delle Gardenie på gränsen mellan kvarteren Prenestino-Labicano och Prenestino-Centocelle i sydöstra Rom och togs i bruk år 2015.
Stationen Gardenie har:
- Biljettautomater

## Kollektivtrafik
- Spårvagnshållplats – Gerani, Roms spårväg, linje 5 och 19
- Busshållplats för ATAC

## Omgivningar
- San Bernardo di Chiaravalle
- Villa Gordiani
- Parco Filippo Teoli
- Villa De Sanctis
- Piazza dei Gerani